# Anolis pinchoti
Espèce
Synonymes
- Norops pinchoti (Cochran, 1931)

Statut de conservation UICN

 VU D2 : Vulnérable
Anolis pinchoti est une espèce de sauriens de la famille des Dactyloidae. 

## Répartition
Cette espèce est endémique de l'archipel de San Andrés, Providencia et Santa Catalina en Colombie.

## Étymologie
Cette espèce est nommée en l'honneur de Gifford Pinchot (1865–1946).

## Publication originale
- Cochran, 1931 : A new lizard (Anolis pinchoti) from Old Providence Island. Journal of the Washington Academy of Sciences, vol. 21, no 15, p. 354-355 (texte intégral).